# Partinobles
Partinobles, el títol complet del qual és Història de l'esforçat cavaller Partinobles, és la versió catalana del roman de cavalleries anònim d’origen francès Partonopeus de Blois (s. XII) traduït a moltes llengües europees.

## La novel·la
Malgrat que pretén ser històrica, la novel·la és totalment fictícia i, tot i que no tenia una gran qualitat literària, el Partinobles va tenir un públic català fidel al llarg de tota l'edat moderna, com ho demostra el fet que arribà a rivalitzar amb el Quixot quant a vendes.
Durant diverses generacions alimentà l’ideal que es tenia de l’època medieval propugnant un relleu generacional de classes socials, ja que explica com un simple cavaller arriba a casar-se amb la filla de l'emperador de Constantinoble i esdevé emperador després de tota una sèrie d’aventures i contratemps. En el fons es tracta una novel·la amorosa, però per les dates en què es va escriure és relativament moderna.
Partinobles narra com el jove heroi és transportat a una misteriosa ciutat on es troba amb l'heroïna Melior, que és emperadriu de Constantinoble. Es converteix en la seva amant sense que mai s’hagin vist, però finalment Partinobles trenca el tabú en portar una llum a la cambra i és desterrat per ella. Després de diverses aventures, Melior el perdona i l’heroi guanya la seva mà en un torneig de tres dies, i esdevé emperador de Constantinoble. Una continuació ens explica la història de l'exescuder de l'heroi, Anselot, i d'una invasió infructuosa per l'exrival de l'amor de Partinobles, el soldà de Pèrsia.
El text de la novel·la és singular i diferenciat d'altres obres del mateix gènere com l’Espill o el Curial e Güelfa, entre altres raons perquè barreja aventures cavalleresques, folklore, clàssics llatins i tradició celta, i ho fa amb una prosa graciosa i àgil.

## Edicions
La primera edició catalana coneguda n'és la de Tarragona del 1588, amb el títol Història de l'esforçat cavaller Partinobles, que tradicionalment s’ha presentat com a procedent d’una versió castellana que actualment ha desaparegut. Amb el temps, s’ha sabut que com a mínim hi va haver dues edicions anteriors en català, que s’haurien imprès cap al 1524 i cap al 1551.
Després, i fins al 1866, se'n van fer vint-i-dues edicions més arreu del principat. El moment de màxima difusió en fou al s. XVIII, quan se'n van estampar una quinzena d’edicions a Girona, Barcelona o Vic, i a la primera meitat del s. XIX se n'edità sis vegades més.
Tot i que s’ha considerat que aquesta versió catalana de la novel·la de cavalleries es va fer sobre una traducció castellana anterior, com hem vist, hi ha indicis per a creure que, malgrat que no en conservem cap exemplar, n'hi hagué edicions prèvies a la del 1588. Ara per ara és impossible saber si la traducció d’aquestes edicions era directa o mitjançant el castellà. A més, hi ha divergències del text català respecte del pretès original castellà que fan pensar en altres possibilitats diferents de la traducció.
L'any 1912 Ramon Miquel i Planas en feu una edició paleogràfica impresa per Fidel Giró i el 1947 l'Associació de Bibliòfils de Tarragona la va reeditar. L’obra no es va tornar a imprimir fins al 1991, quan Jordi Tiñena en feu una edició de caràcter escolar.

### Edicions que es conserven
- 1635. Assi comensa la general historia del esforçat cavaller Partinobles, compte de Bles: y apres fonch emperador de Constantinobla. Novament traduhida de llengua castellana, en la nostra catalana. Corregit en esta impressió. Girona: per Joseph Bró estamper, en la plaza del vi. 1635. Molt probablement impresa l’any 1754. Biblioteca Nacional de l'estat.
- 1647. Ací comensa la general historia del esforçat cavaller Partinobles, comte de Bles, y a pres fonch Emperador de Constatinopla, nuovament traduyda de llengua castellana en la nostra catalana. Exemplar incomplet. Biblioteca de Catalunya.
- Entre 1669 i 1751. Assi comensa la general historia del esforsat cavaller Partinobles, compte de Bles: y apres fonch emperador de Constantinopla. Novament traduhida de llengua castellana, en la nostra catalana. Ab llicencia: Barcelona, en casa de Rafel Figuerò. Biblioteca Nacional de l'estat, Universitat de Barcelona, Biblioteca Pública Lambert Mata de Ripoll i Arxiu Històric de Cervera.
- 1703. Assi comensa la general historia del esforsat cavaller Partinobles, compte de Bles: y apres fonch emperador de Constantinopla. Novament traduhida de llengua castellana, en la nostra cathalana. Ab llicencia. Gerona: per Jaume Brò estamper, y llibretèr, en lo carrer de las Ballesterias. Probablement impresa ca. 1708-1766. Biblioteca Nacional de l'estat i Biblioteca Pública de Girona.
- 1713. Assi comença la general historia del esforzat cavaller Partinobles, compte de Bles: y apres fonch Emperador de Constantinopla. Novament traduhida de llengua castellana, en la nostra catalana. Barcelona: Per Joseph Llopis estamper, à la Plaça del Angel, any 1713. Venense en casa de Baltazar Ferrer llibreter, à la llibreteria. Biblioteca de Catalunya.
- 1720. Assi comensa la general historia del esforsat cavaller Partinobles, compte de Bles: y apres fonch emperador de Constantinopla. Novament traduhida de llengua castellana, en la nostra catalana. Ab llicencia. Barcelona: en casa de Rafel Figuerò. Biblioteca Nacional de l'estat.
- 1729. Assi comença la general historia del esforçat cavaller Partinobles, compte de Bles, y apres fonch Emperador de Constantinopla. Novament traduhida de llengua castellana, en la nostra cathalana. Ab llicencia. Barcelona. En casa Ioan Iolis estamper, al carrer dels cotoners. Biblioteca de Catalunya (2 exemplars).
- 1730. Assi comensa la general historia del esforsat cavaller Partinobles, compte de Bles: y apres fonch emperador de Constantinobla. Novament traduhida de llengua castellana, en la nostra catalana. En esta ultima impressió se ha anyadit la obligaciò, que tenen: los marits de provehir de lo necessari á llurs casas; y així mateix l'obligació de las mullers. Gerona: per Joseph Bró, als Quatre Cantóns. Probablement impresa ca. 1750-1794. Biblioteca Nacional de l'estat, Biblioteca Pública Episcopal del Seminari de Barcelona, Biblioteca de la Universitat de Barcelona i British Library.
- 1735. Assi comensa la general historia del esforsat cavaller PARTINOBLES, compte de Bles: y apres fonch emperador de Constantinobla. Novament traduhida de llengua castellana, en la nostra catalana. En esta última impressió se ha anyadit l'obligació, que tenen: los marits de provehir de lo necessari à llurs casas: y així mateix l'obligació de las mullers. Ab llicencia. Gerona: en la estampa de Antoni Oliva, estampèr, y llibretèr en las Ballesterias. Biblioteca Nacional de l'Estat.
- Entre 1750 i 1794. Assi comensa la general historia del esforsat cavaller Partinobles, compte de Bles: y aprés fonch Emperador de Constantinobla. Novament traduhida de llengua castellana, en la nostra catalana. En esta ultima impressió se ha anyadit la obligaciò, que tenen: los marits de provehir de lo necessari á llurs casas; y així mateix l'obligació de las mullers. Girona: per Joseph Bró, als Quatre Cantóns. Biblioteca de Catalunya i Biblioteca Nacional de l'Estat (BNE).
- 1758. Assi comensa la general historia del esforçat cavaller Partinobles, compte de Bles: y apres fonch emperador de Constantinobla. Novament traduhida de llengua castellana, en la nostra cathalana y al ultim và anyadida una decima burlesca. Tarragona: per Magí Canals estampér, y llibretér, al carrer Majòr. Biblioteca Nacional de l'estat, Arxiu Provincial de les Escoles Pies de Barcelona (2 exemplars), Biblioteca-Museu Víctor Balaguer de Vilanova i la Geltrú, Biblioteca Pública Lambert Mata de Ripoll i Centre de Lectura de Reus.
- 1761. Assi comença la general historia del esforçat cavaller PARTINOBLES, compte de Bles: y apres fonch emperador de Constantinobla. Novament traduhida de llengua castellana, en la nostra catalana, y al ultim va anyadida una dècima burlesca. Gerona: per Joseph Brò, estamper, y llibretér en lo carrer de las Ballesterias. Se venen en la mateixa casa. Biblioteca Nacional de l'estat, Biblioteca de la Universitat d’Oviedo, Biblioteca Pública de Girona, Biblioteca Pública Lambert Mata de Ripoll (2 exemplars), University Library of Cambridge, British Library, Biblioteca Bodleian de la Universitat d’Oxford i Biblioteca Nacional de Austria (Österreichische Nationalbibliothek).
- 1770. Assi comensa la general historia del esforzat cavaller. PARTINOBLES, compte de Bles: y apres fonch emperador de Constantinobla. Novament traduïda de llengua castellana en la nostra catalana. Corregit en esta impressiò. Vich: per Joan Dorca, y Morera estamp[er]. Biblioteca Nacional de España, Biblioteca Pública Provincial de Màlaga i British Library.
- Ca. 1780. Assi comença la general historia del esforçat cavaller Partinobles, compte de Bles: y apres fonch Emperador de Constantinobla. Novament traduhida de llengua castellana, en la nostra catalana. Gerona: per Antonio Oliva estamper, y llibreter en lo carrer de las Ballesterias. Se venen en la mateixa casa. Biblioteca de Catalunya i London Library.
- Ca. 1788. Assi comensa la general historia del esforçat cavaller Partinobles, compte de Bles: y apres fonch Emperador de Constantinobla. Novament traduhida de llengua castellana, en la nostra cathalana, y al ultim và anyadida una Decima burlesca. Tarragona: Per Magí Canals estamper, y llibretér, al carrer major. Biblioteca de Catalunya.
- 1796?. Assi comensa la general historia del esforsat cavaller Partinobles, compte de Bles: y apres fonch Emperador de Constantinobla. Novament traduhida de llengua castellana en la nostra catalana. En esta ultima impressiò se ha anyadit l'obligació, que tenen: los marits de provehir de lo necessari à llurs casas: y així mateix la obligacio de las mullers. Ab llicencia. Gerona: en la estampa de Anton Oliva, estamper, y llibreter en las ballesterias. Biblioteca de Catalunya (2 exemplars).
- Ca. 1796?. Assi comensa la general historia del esforsat cavaller Partinobles, compte de Bles: y apres fonch Emperador de Constantinobla. Novament traduhida de llengua castellana en la nostra catalana. En esta ultima impressiò se ha anyadit l'obligació, que tenen: los marits de provehir de lo necessari à llurs casas: y així mateix la obligacio de las mullers. Ab llicencia. Vich: Per Joan Dorca y Morera estamper y llibreter en la Plasa del Marcadal. Biblioteca de Catalunya.
- 1844. Historia del esforçát cavaller Partinobles, compte de Bles y Emperadó de Constantinobla. Es traduhida de la llengua castellana á la catalana: y está corretjida y aumentada al estil de la ortográfia, y arrecglada ab capitóls, prolec y taule. Y es adornada ab una lamina. Per D.P.L. y G. SEGONA EDICIÓ. Barcelona. A la llibreria de P. Maimó, carrer dels Mercaders, octubre.— 1844. Biblioteca de Catalunya (4 exemplars), Biblioteca Pública Lambert Mata de Ripoll (3 exemplars), Biblioteca de la Universitat de les Illes Balears, Arxiu Històric Comarcal de Santa Coloma de Farnés i Trinity College de Dublín.
- 1846. Historia del esforsat cavaller Partinobles, compte de Bles y Emperadó de Constantinobla. Es traduhida de la llengua castellana á la catalan corretjida y aumentada al estil de la ortografia, y arreglada ab capitols, prolec y taule. Adornada ab una lámina per D.O.T. Ab la guia de camins per anar y venir de las parts mes principals de l'estat y Roma. Bañolas. Jacinto Sabater, romancista. 1846. Biblioteca de Catalunya.
- 1866. Historia del esforsat cavaller Partinobles, compte de Bles. Y apres fou Emperador de Constantinobla. Escrita e nostra llengua catalana. Figueras: Imp. De Juan Hereu, Rambla, 31. 1866. Biblioteca de Catalunya.[6]